# Nadleśnictwo Brodnica
Nadleśnictwo Brodnica – jednostka organizacyjna Lasów Państwowych podległa Regionalnej Dyrekcji Lasów Państwowych w Toruniu. Jedno z 27 nadleśnictw w dyrekcji toruńskiej, położone w województwie kujawsko-pomorskim w powiecie brodnickim w zachodniej części obszaru działania RDLP Toruń. Siedzibą nadleśnictwa jest Brodnica. Całkowita powierzchnia nadleśnictwa to 21 172 ha.
Nadleśnictwo podzielone jest na 3 obręby: Mścin, Zbiczno, Ruda; w ich skład wchodzi 15 leśnictw: Bachotek, Borek, Bryńsk, Długi Most, Górale, Grabiny, Górzno, Karbowo, Małki, Nowy Świat, Ostrówki, Rytebłota, Szabda, Tęgowiec, Zarośle. W ramach nadleśnictwa działa Szkółka Leśna Zarośle i Ośrodek Hodowli Zwierzyny „Mszano”. Lasy Nadleśnictwa położone są na terenie 9 gmin.

## Charakterystyka warunków przyrodniczych

### Rzeźba terenu
Rzeźba terenu Nadleśnictwa powstała w okresie zlodowacenia bałtyckiego. Pod względem klimatycznym nadleśnictwo znajduje się w regionie klimatycznym Mazurskim. Przeciętna roczna ilość opadów to około 650mm. Średnia temperatura lipca to +17,6 °C, a czas trwania zimy przy średniej temperaturze poniżej 0 °C to 91 dni. Czas trwania lata ze średnią temperaturą powyżej 15 °C wynosi 90 dni.

### Warunki glebowe
Na terenie Nadleśnictwa dominują gleby rdzawe (77% powierzchni), płowe (ok. 8%), na pozostałym terenie występują gleby brunatne właściwe, gleby bielicowe, murszowe i czarnoziemy. W dorzeczu rzeki Drwęcy, Brynicy oraz w części przybrzeżnej jezior znajdują się gleby torfowe i murszowe.

### Siedliska
W Nadleśnictwie dominuje las mieszany świeży (LMŚw). Sosna pospolita zajmuje 84% powierzchni leśnej, dąb 5%. 

## Ochrona przyrody
W granicach Nadleśnictwa utworzono dwa parki krajobrazowe
- Brodnicki Park Krajobrazowy utworzony w 1985 roku, o pow. 13 674 ha
- Górznieńsko-Lidzbarski Park Krajobrazowy utworzony w 1990 roku, o pow. 27 764,30 ha.

Na terenie Nadleśnictwa znajduje się:
- 5 rezerwatów leśnych:
  - Jar Grądowy Cielęta
  - Mieliwo
  - Ostrowy nad Brynicą
  - Retno
  - Szumny Zdrój im. Kazimierza Sulisławskiego
- 3 rezerwaty florystyczne:
  - Bachotek
  - Czarny Bryńsk
  - Wyspa na Jeziorze Partęczyny Wielkie
- 3 rezerwaty torfowiskowe, 
  - Bagno Mostki
  - Okonek
  - Czarny Bryńsk
- faunistyczny
  - Rzeka Drwęca
- krajobrazowy
  - Jar Brynicy

Na terenie Nadleśnictwa znajdują się cztery obszary chronionego krajobrazu:
- Doliny Drwęcy
- Doliny Osy i Gardęgi
- Skarliński
- Doliny Dolnej Drwęcy

## Miejsca pamięci
Na terenie Nadleśnictwa znajdują się miejsca pamięci. Związane są z kaźnią Polaków, miejsca te upamiętniono tablicami i głazami. Znajdują się one w:
- obrębie Zbiczno - oddz. 6
- obrębie Mścin - oddz. 195 (pomnik ofiar nauczycieli), 231
- obrębie Ruda - oddz. 83 – kamienie upamiętniające inż. Bolesława Jana Kiszkiela, nadleśniczego Nadleśnictwa Ruda w okresie 1929–1939, zamordowanego przez okupantów sowieckich 24 IX 1939 roku oraz leśniczego z Buczkowa Dominika Grzonkowskiego poległego w walce z Niemcami 4 grudnia 1944 roku.